# Frauenmarsch (Südafrika)
Der Frauenmarsch (Women’s March) fand am 9. August 1956 in Pretoria, Südafrika statt. Der Protestmarsch unter Beteiligung von schätzungsweise 10.000 bis 20.000 Frauen aller Hautfarben zählte lt. dem Historiker Christoph Marx zu den größten Kampagnen der 1950er Jahre für mehr Demokratie in Südafrika. Er richtete sich vor allem gegen den gesetzlichen Zwang zur Mitführung von Identitätsdokumenten für schwarze Frauen, den das Apartheid-Regimes unter Premierminister J. G. Striijdom von der Nasionale Party im Jahr 1952 erlassen hatte.

## Geschichte
Bereits im Jahr 1913 versuchten südafrikanische Regierungen schwarze Frauen durch Zwang zur Ausstellung von Ausweisen bzw. „Pässen“ zu gängeln, als Regierungsbeamte im Oranje-Freistaat die Frauen, die in Townships lebten, zwingen wollten, jeden Monat eine schriftliche Zutrittserlaubnis zu beantragen. Dies scheiterte am passiven Widerstand der Frauen und wurde zum Beginn des Ersten Weltkriegs aufgegeben. Die Wiederaufnahme dieser Ungleichbehandlung nach dem Ende des Ersten Weltkriegs scheiterte erneut, gleiches geschah auch im Jahr 1930, als neben den schwarzen auch weiße Frauen protestierten.
Auf dem Congress of the People in 1955 war eine Resolution What Women Demand verabschiedet worden, die u. a. gleiche Rechte zum Zugang zur Bildung, gleiche Entlohnung für gleiche Arbeit, Gleichberechtigung an gemeinsamem Eigentum von Land für Mann und Frau, bei der Hochzeit und Vormundschaft von Kindern und weitere Gleichberechtigung forderten. 1956 sollte der Frauenmarsch die Ungleichbehandlung bei der Verwendung von Identitätsdokumenten aufzeigen und dadurch Protest zum Ausdruck bringen.
Organisiert hatte den Frauenmarsch die Federation of South African Women, eine Antiapartheid-Organisation. An dem Marsch beteiligt waren Frauen unterschiedlicher Herkunft aus allen Gebieten Südafrikas, dazu aufgerufen hatte auch die mitgliederstarke Organisation African National Congress Women’s League. Den Marsch führten Lilian Ngoyi, Helen Joseph, Albertina Sisulu und Sophia Williams-De Bruyn an.

## Ablauf
Der Frauenmarsch fand friedlich am 9. August 1956 mit Frauen unterschiedlicher Herkunft statt, die mit Zügen oder weiteren Transportmitteln anreisten. Nach ihrer Ankunft durften sich nur in Gruppen von zwei bis drei Frauen zu den Union Buildings der Regierung bewegen. Eine direkte Übergabe der Petitionen an den amtierenden Premierminister hatte dieser abgelehnt. Daraufhin brachten demonstrierende Frauen stapelweise unterschriebene Petitionen ins Regierungsgebäude und legten sie dort im Regierungs-Flur nieder.
Viele Frauen trugen auf dem Marsch ihre traditionelle Bekleidung, oder in den Farben des ANC, Grün, Schwarz und Gold, indische Frauen trugen weiße Saris. Zahlreiche Frauen trugen ihre Babys auf dem Rücken.
Als die Frauen an den Union Buildungs angekommen waren, legten die Protestierenden 14.000 unterschriebene Petitionen nieder. Das dortige Amphitheater in der Mitte der Union Buildings füllte sich, anschließend schwiegen die protestierenden Frauen eine halbe Stunde lang, bevor sie die Lieder Nkosi Sikelel’ iAfrika und Wathint’ abafazi, wathint’ imbokodo! Uzokufa! (isiZulu: Du hast die Frauen angetastet, Du hast einen Felsen geschlagen! Du wirst sterben!) sangen.

## Wirkung
Die als „Passgesetze“ bezeichneten Regeln wurden 1986 aufgehoben. Im Jahr 1994, dem Ende der Apartheid in Südafrika, wurde der National Women’s Day Südafrikas ausgerufen, der auch an den Tag des Frauenmarsches erinnert. Am 9. August 2000 wurde ein Monument, das Malibongwe Embokodweni genannt wird, im Amphitheater an den Union Buildings enthüllt, das an den Tag des Frauenmarsches erinnert. Zum 50. Jahrestag fand eine Wiederholung des Protestmarsches statt. Viele Teilnehmer der ursprünglichen Demonstration waren wieder dabei.